# Гавел, Иван
Иван Ми́лош Га́вел (11 октября 1938, Прага, Чехословакия — 25 апреля 2021) — чешский учёный, директор Центра теоретических исследований Карлова университета и Чешской академии наук в Праге, доцент физико-математического факультета университета. Исследователь когнитивистики, математической логики, искусственного интеллекта, философии науки. Главный редактор чешского научного журнала «Весмир» (Вселенная). Брат первого президента Чехии Вацлава Гавела.

## Биография
Иван Гавел родился в семье зажиточного жителя Праги Вацлава Марии Гавела. Мать Гавела Божена Вавречка была дочерью чехословацкого дипломата и журналиста. Был вторым ребёнком в семье, имел старшего брата Вацлава Гавела, драматурга, диссидента, президента Чехии. В отличие от брата был активным и подвижным человеком.
В 1966 году окончил Чешский технический университет. В 1969—1971 годах учился в Университете Калифорнии в Беркли, где получил степень доктора философии компьютерных наук. В 1972—1979 годах работал научным сотрудником в Институте теории информации и автоматов Чехословацкой академии наук. В 1981—1990 годах работал программистом в чешской компании «Цель».
Организовывал дискуссионные собрания в своей квартире, распространял самиздат, за что преследовался властями. Несколько раз задерживался полицией.
С ноября 1989 по июнь 1990 года был одним из основателей (вместе с братом Вацлавом) и членов совета координационного центра Гражданского форума.
Умер 25 апреля 2021 года.

## Научная деятельность
Работал в области компьютерных наук, роботехники, программировании. Параллельно заинтересовался проблемами искусственного интеллекта, когнитивных наук, философии науки.
С 1990 года директор Центра теоретических исследований Карлова университета и Чешской академии наук в Праге.
С 1990 года главный редактор чешского научного журнала «Весмир» (Вселенная). Является одним из редакторов книжной серии Международной федерации системных исследований.
С 1994 года член Европейской Академии.